# Mallotus miquelianus
Mallotus miquelianus är en törelväxtart som först beskrevs av Rudolph Herman Scheffer, och fick sitt nu gällande namn av Jacob Gijsbert Boerlage. Mallotus miquelianus ingår i släktet Mallotus och familjen törelväxter. Inga underarter finns listade i Catalogue of Life.